# ابن أبي دارم
أبو بكر أحمد بن محمد السري بن يحيى بن السري بن أبي دارم التميمي الكوفي محدث الكوفة، واحد رواة الحديث النبوي.
سمع من: إبراهيم بن عبد الله العبسي القصار، وأحمد بن موسى الحمار، وموسى بن هارون، ومحمد بن عبد الله مطينا، ومحمد بن عثمان بن أبي شيبة، وعدة. حدث عنه: الحاكم، وأبو بكر بن مردويه، ويحيى بن إبراهيم المزكي، وأبو الحسن بن الحمامي، والقاضي أبو بكر الحيري، وآخرون.
كان موصوفا بالحفظ والمعرفة، إلا أنه يترفض، قد ألف في الحط على بعض الصحابة، وهو مع ذلك ليس بثقة في النقل. ومن عالي ما وقع لي منه أخبرنا الحسن بن علي، أخبرنا جعفر بن منير، أخبرنا أبو طاهر السلفي، أخبرنا القاسم بن الفضل، أخبرنا أبو زكريا المزكي، أخبرنا أبو بكر بن أبي دارم بالكوفة حدثنا أحمد بن موسى بن إسحاق، حدثنا أبو نعيم، عن زكريا، عن الشعبي، سمعت النعمان بن بشير يقول: قال رسول الله صلى الله عليه وسلم: الحلال بين، والحرام بين، وبين ذلك مشتبهات لا يعلمها كثير من الناس، من ترك الشبهات استبرأ لدينه وعرضه، ومن وقع في الشبهات وقع في الحرام كالراعي إلى جنب الحمى، يوشك أن يواقعه.
وَقَالَ مُحَمَّدُ بنُ حمَّاد الحَافِظ: كَانَ مُسْتَقِيْمَ الأَمْر عامَّة دَهْره, ثُمَّ فِي آخر أَيَّامه كَانَ أَكْثَرَ مَا يُقْرَأ عَلَيْهِ المَثَالب, حَضَرْتُه وَرَجُل يَقْرأُ عَلَيْهِ أنَّ عُمر رَفَسَ فَاطِمَة حَتَّى أَسقطتْ محسّناً.
وفِي خبرٍ آخر قَوْله تَعَالَى: {وَجَاءَ فِرْعَوْن} عمر {وَمَنْ قَبْلَه} أبي بكر {وَالْمُؤْتَفِكَاتُ} عَائِشَة وَحَفْصَة, فَوَافقتُه وَتركتُ حَدِيْثه.
قُلْتُ: شَيْخٌ ضالّ مُعَثَّر.

## وفاته
مات أبو بكر في شهر الله المحرم سنة 352 هـ .